# Xã Pleasantview, Michigan
Xã Pleasantview (tiếng Anh: Pleasantview Township) là một xã thuộc quận Emmet, tiểu bang Michigan, Hoa Kỳ. Năm 2010, dân số của xã này là 823 người.